# Zorge
Zorge er en del af kommunen Walkenried, og har knap 1.000 indbyggere (2015). Zorge ligger i den sydvestlige ende af Harzen og er en del af Landkreis Osterode am Harz, i den tyske delstat Niedersachsen.

## Geografi
Zorge ligger i den sydlige ende af mittelgebirgeområdet Harzen i Naturpark Harz ved floden Zorge og ligger som en langstrakt vejby parallelt med den 3 km (luftlinje) ´mod vest liggende Wieda. I de skovklædte omgivelser ligger den vest for bjergene Großer Staufenberg (ca. 554 moh.) og Hoheharz (ca. 584 moh.) og øst for bjergene Jagdkopf (603,1 moh.) og Eichenberg 495,1 moh.) Øst og sydøst for byen ligger grænsen til Thüringen.

### Nabokommuner
Zorge grænser til:
- Benneckenstein (7 km)
- Ellrich (10 km)
- Bad Sachsa (10 km)
- Braunlage (15 km)
- Bad Lauterberg (21 km)